# Val (okres Rychnov nad Kněžnou)
Val (německy Wall) je obec, která se nachází v okrese Rychnov nad Kněžnou v Královéhradeckém kraji, zhruba 17 km severozápadně od Rychnova nad Kněžnou. Žije zde 301 obyvatel.

## Části obce
- Val
- Provoz

## Historie
První písemná zmínka o obci pochází z roku 1361.

## Společnost
Je zde sídlo občanského sdružení Místní akční skupina POHODA venkova.

## Galerie

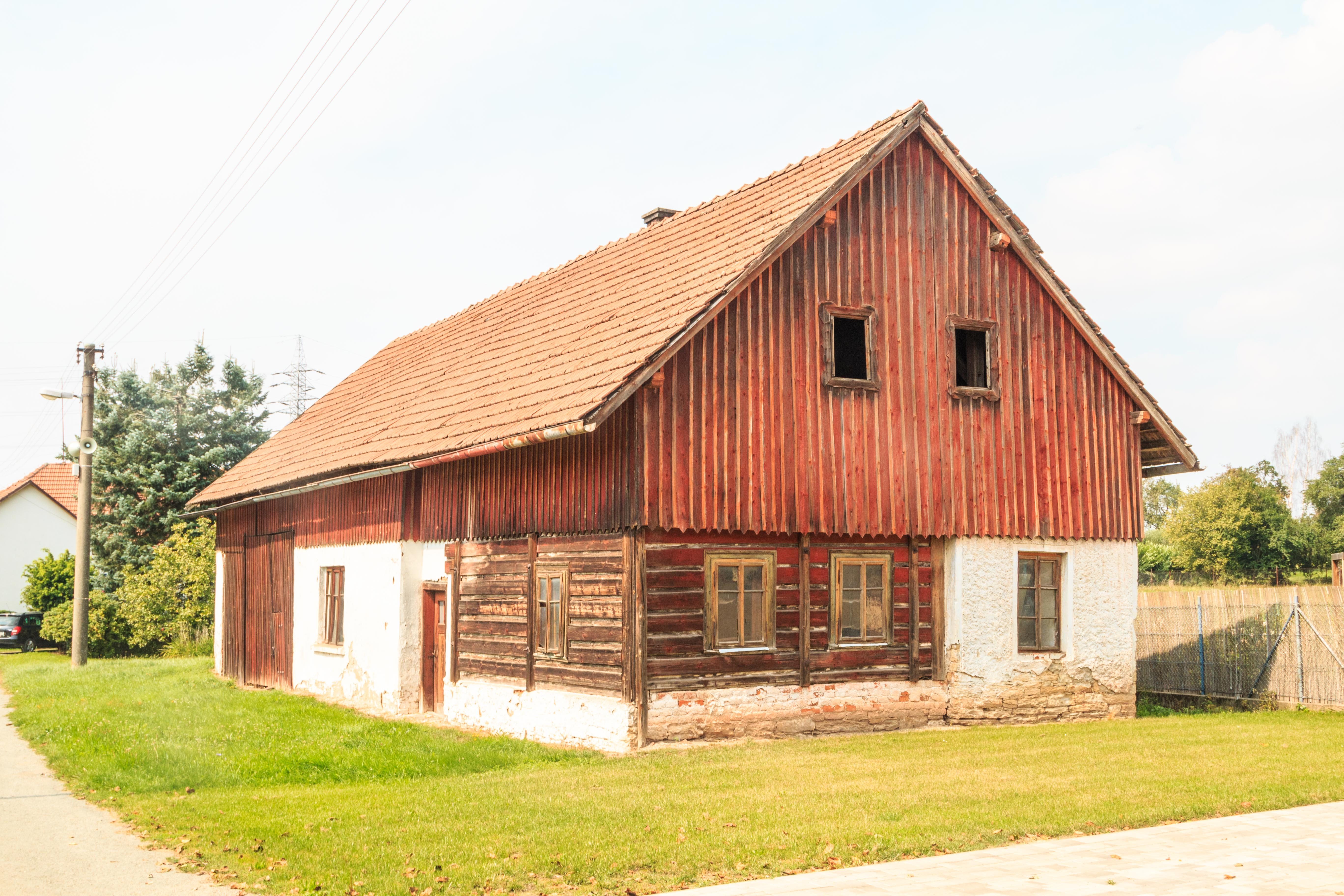
Dům čp. 5
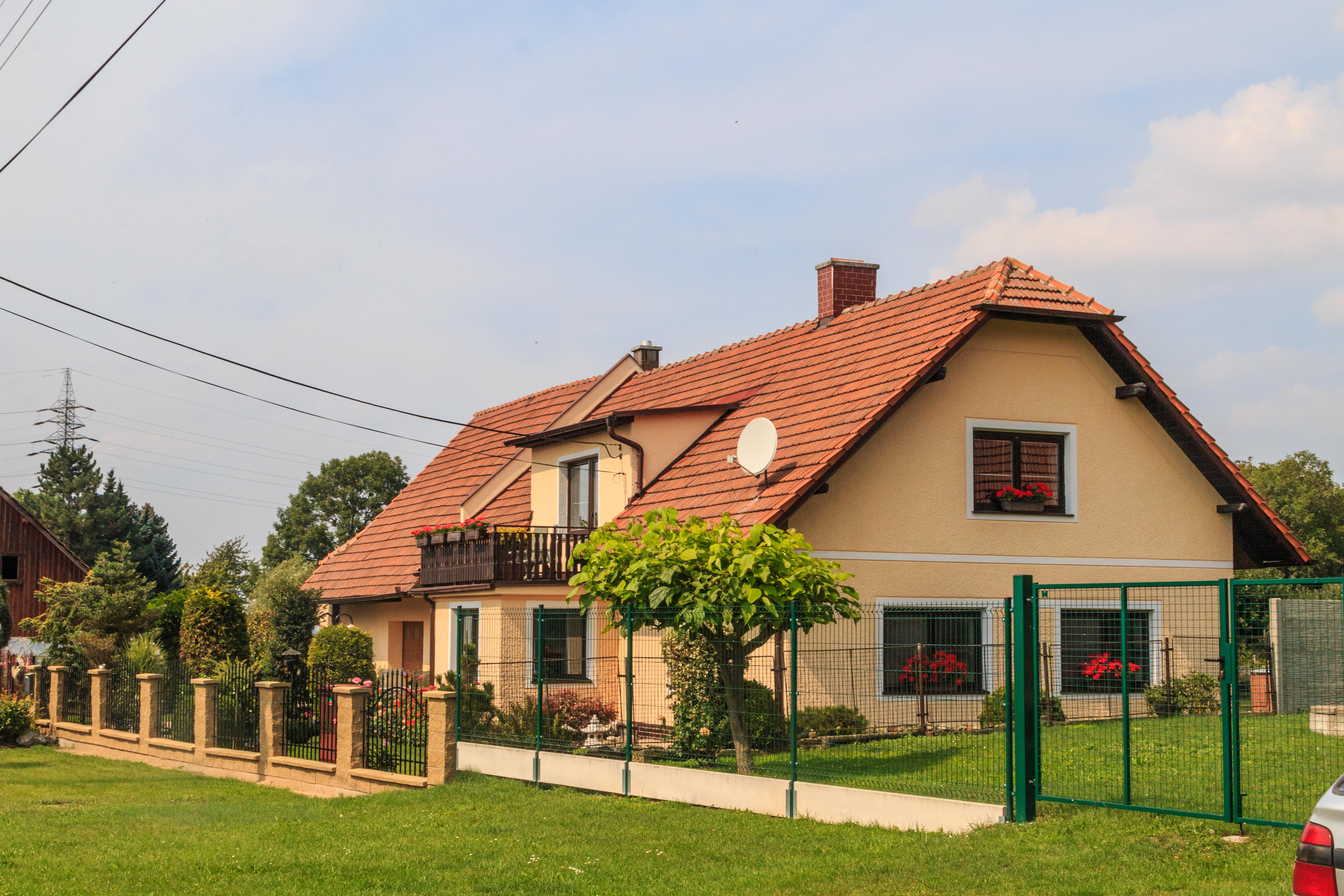
Dům čp. 6
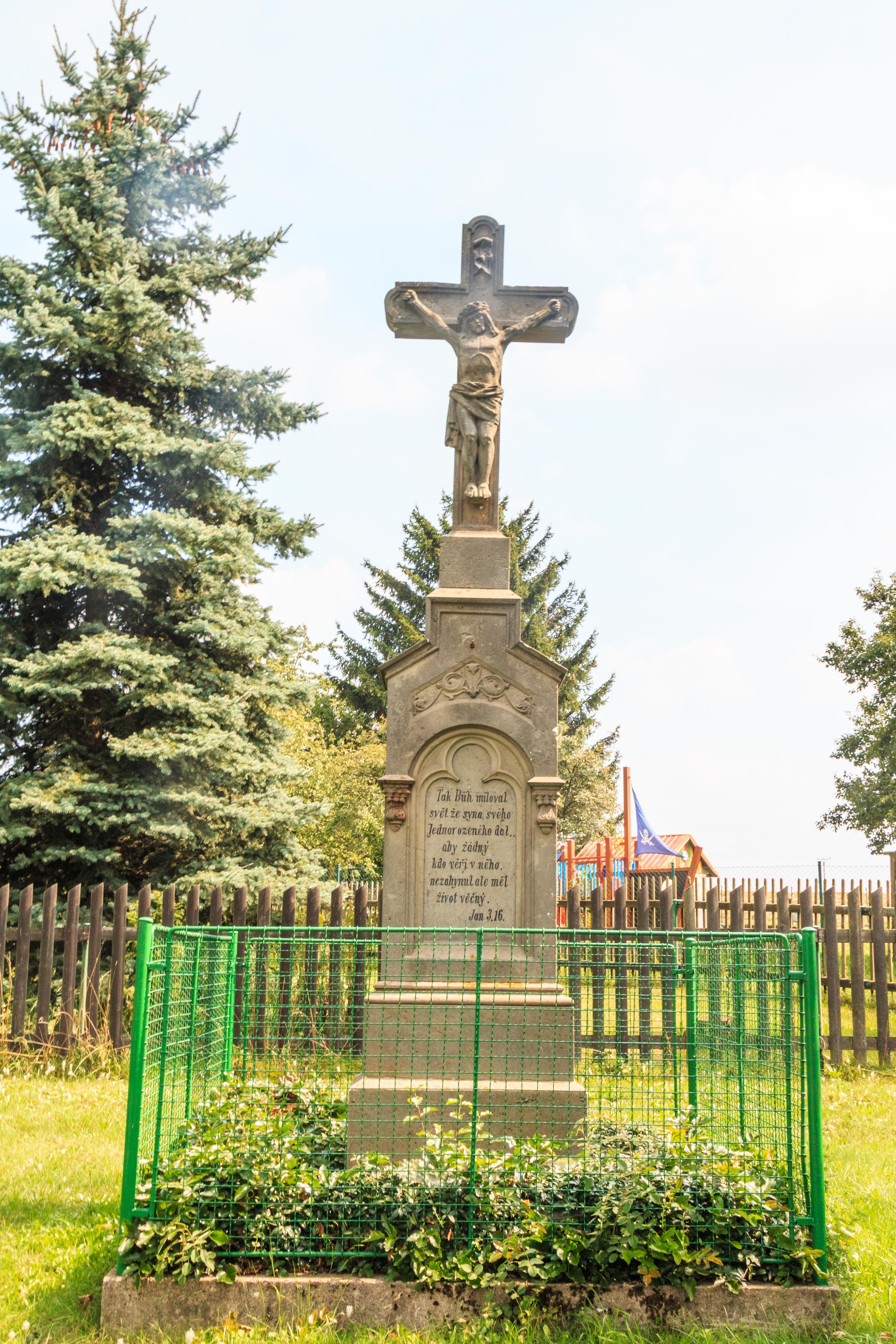
Kříž
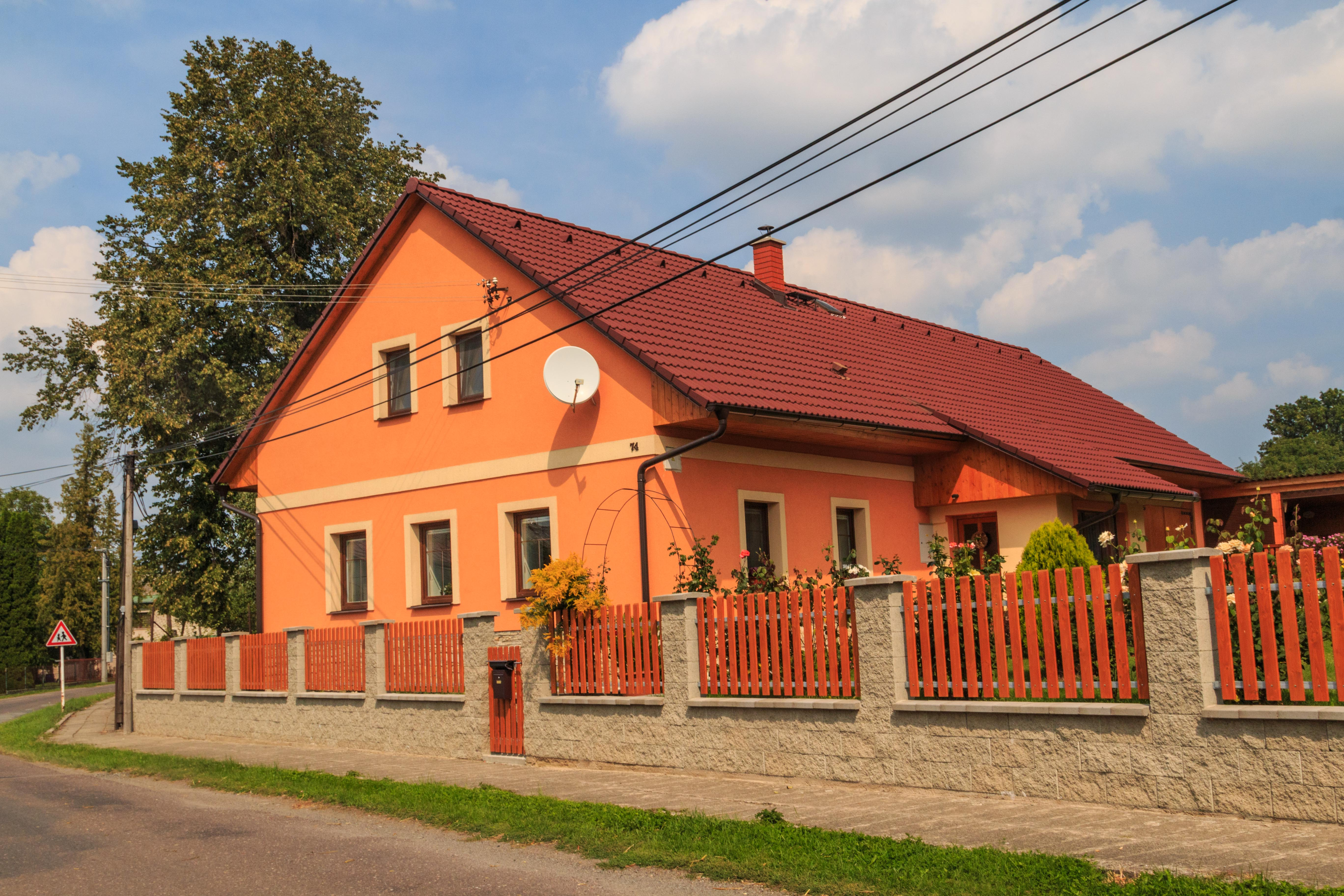
Dům čp. 74
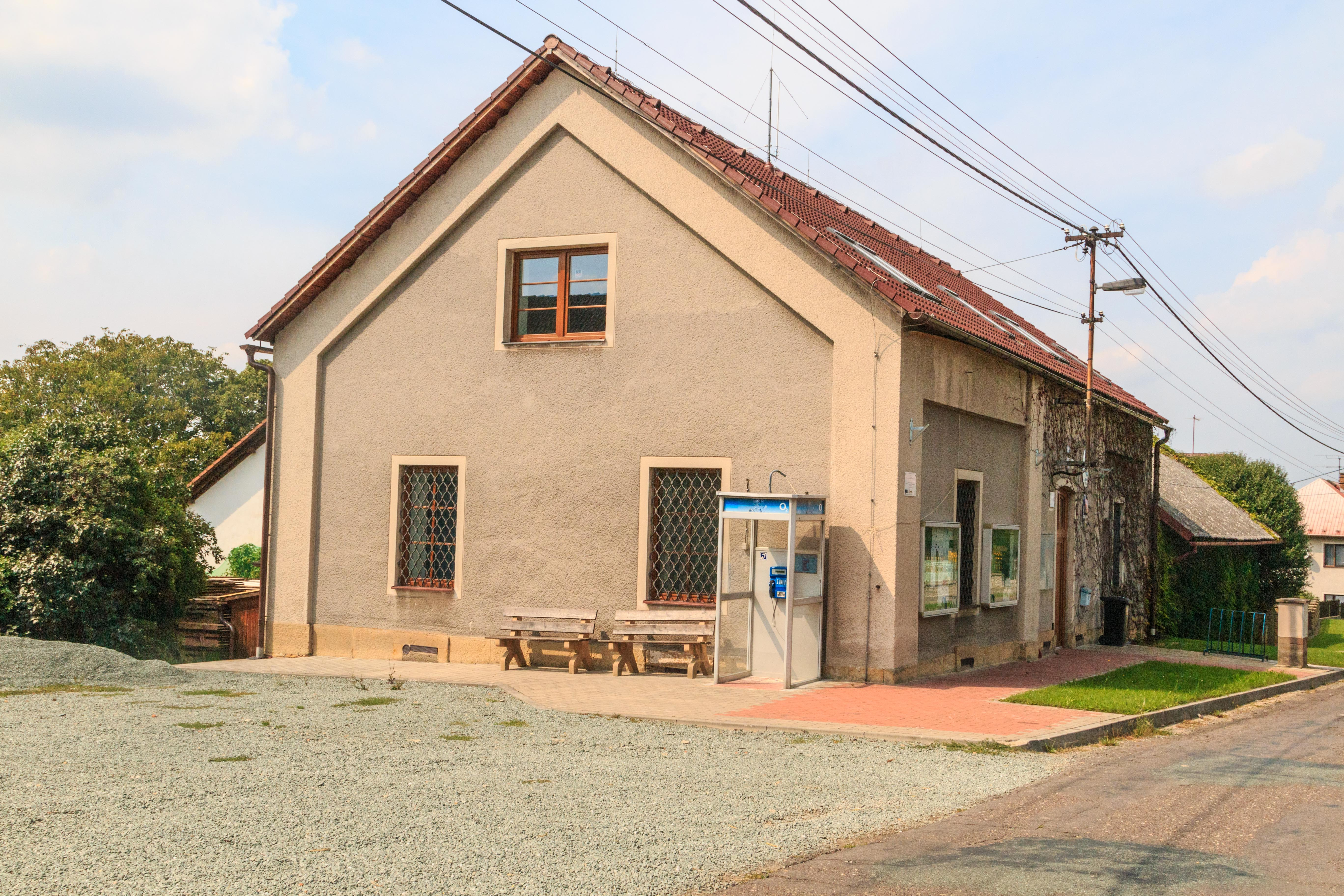
Obecní úřad
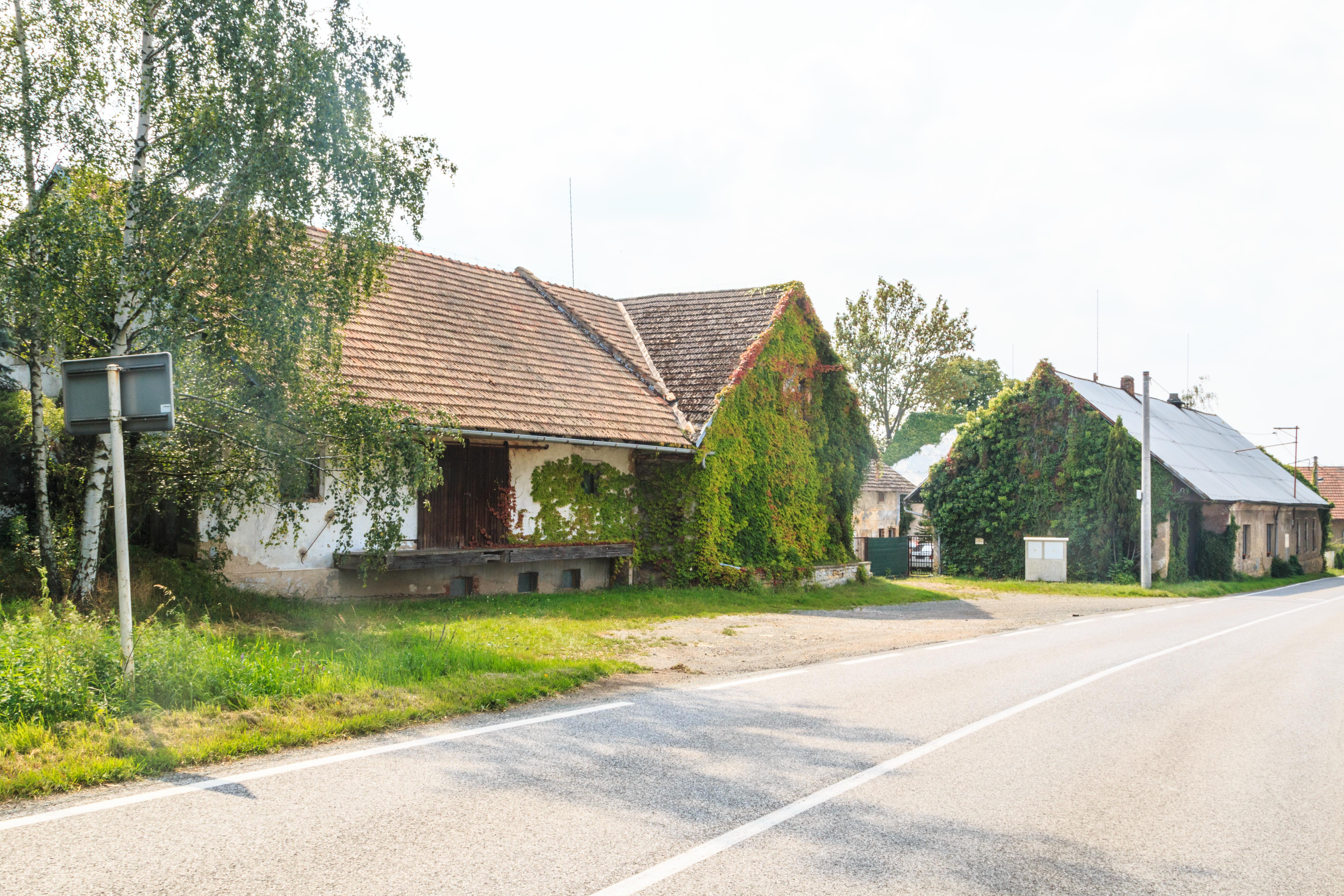
Dům čp. 88